# Seututie 152
Pour les articles homonymes, voir Route 152.
La route régionale 152 (finnois : Seututie 152)  est une route régionale allant de Vantaa jusqu'à Tuusula en Finlande,,.

## Présentation
La seututie 152 est une route régionale d'Uusimaa.
La route devrait être élargie à quatre voies et prolongée au nord de l'aéroport d'Helsinki-Vantaa jusqu'à l'Hämeenlinnanväylä, à la jonction de la rocade de Klaukkala ouverte en novembre 2020. 
Le projet est appelé Kehä IV,.

## Galerie

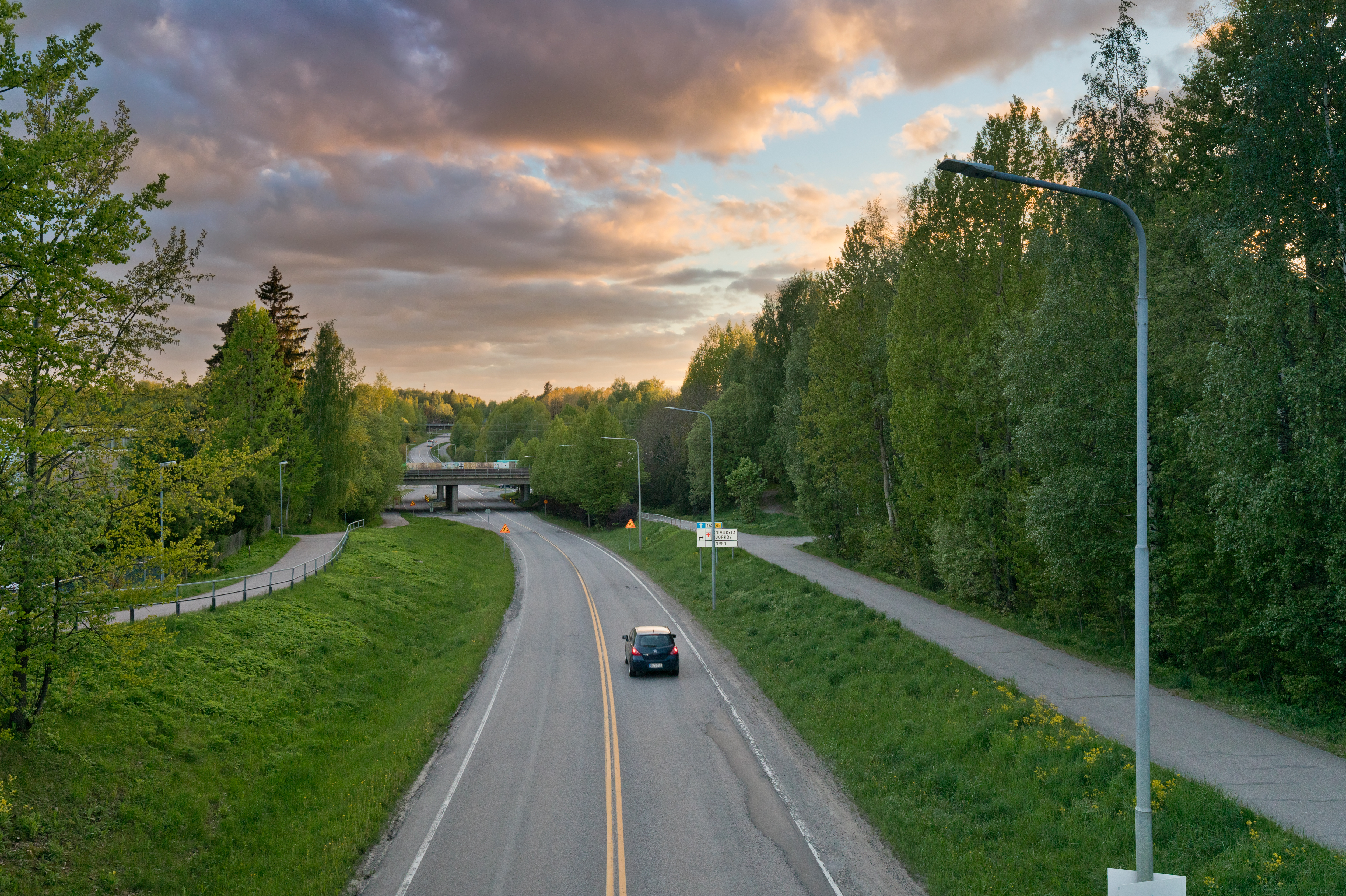
Kulomäentie à Matari et Korso.